# Gonzalo Guerrero

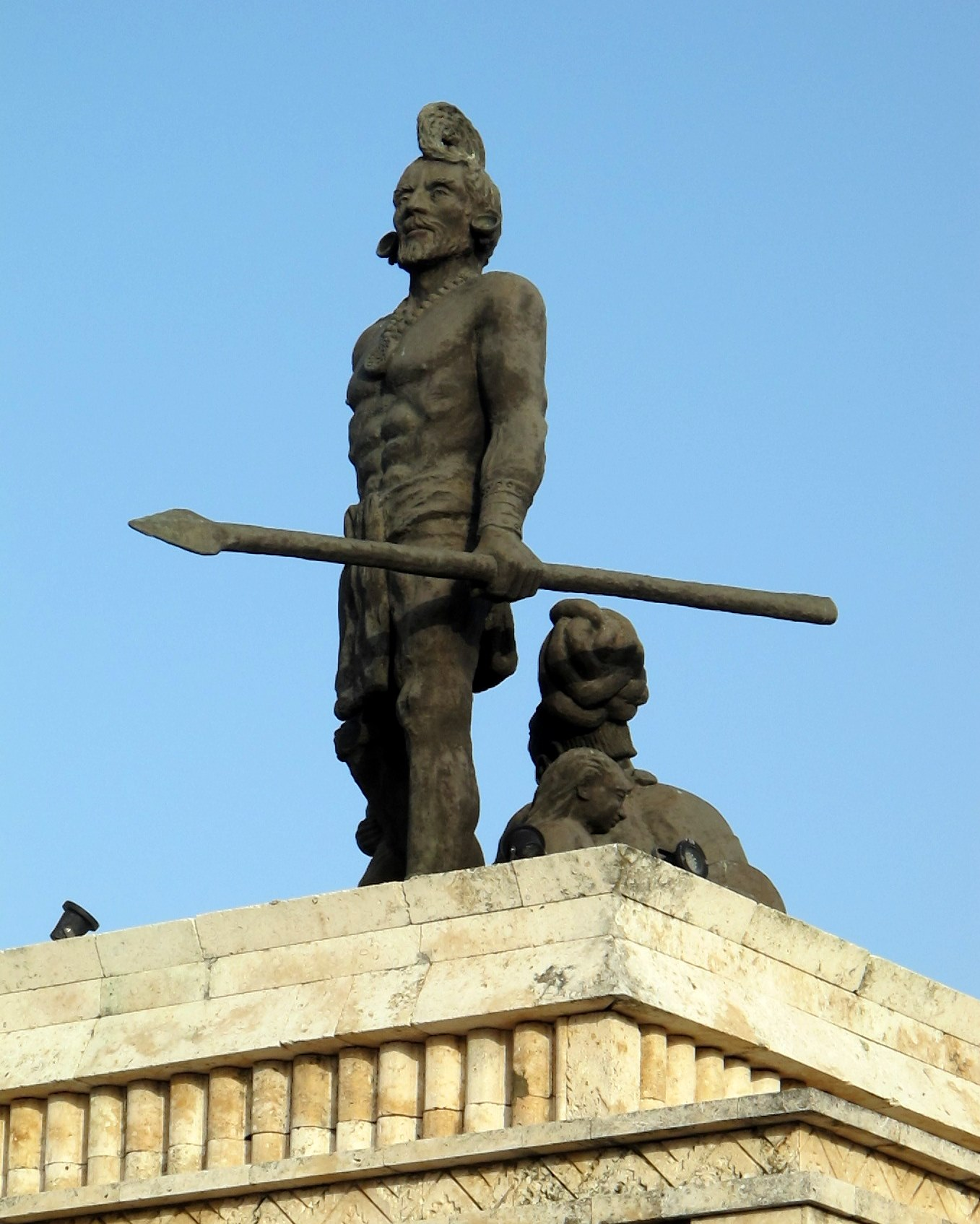
Monument voor Gonzalo Guerrero in Mérida

Gonzalo Guerrero (Palos de la Frontera, ca. 1470 - Puerto Caballos, tegenwoordig San Pedro Sula (Honduras), 13 augustus 1536) was een Spaanse ontdekkingsreiziger en conquistador. De lotgevallen van Guerrero vormen een van de meest wonderbaarlijke verhalen uit de periode van de Spaanse verovering van Amerika.
Guerrero was afkomstig uit Palos, Spanje. In 1511 nam hij deel aan een expeditie onder leiding van Diego de Nicuesa vanuit Santo Domingo om de kust van Centraal-Amerika te verkennen. Dit schip leed echter schipbreuk op de kust van Yucatán. Alle opvarenden kwamen om bij de ramp of werden kort erna gedood door Indianen, op Guerrero en de priester Jerónimo de Aguilar na. Aguilar en Guerrero werden gevangengenomen door een lokale Mayastam en tot slaaf gemaakt. Guerrero wist zich bijzonder snel aan te passen. Hij wist op te klimmen in de hiërarchie en werd in 1514 nacom, een hoge militaire rang.
Toen de expeditie van Hernán Cortés in 1519 in Yucatán landde, kwam hem het verhaal ter ore dat er in het binnenland twee blanke mannen zouden leven. Cortés liet ze opsporen, en ze werden ook daadwerkelijk gevonden. Aguilar sloot zich aan bij Cortés, en diende als zijn vertaler. Guerrero weigerde met Cortés mee te gaan, omdat hij zich inmiddels met de Maya's verbonden voelde.
Guerrero trouwde met Ix Chel Cam, de dochter van het lokale stamhoofd Nachan Caan, die hem drie kinderen baarde, en was bijgevolg de vader van waarschijnlijk de eerste mesties van Mexico. Toen de Spanjaarden onder leiding van Francisco de Montejo, el adelantado in de jaren 30 van de zestiende eeuw Yucatán poogden te veroveren diende Guerrero als militair gouverneur van de Maya's, en niet zonder succes. Hij wist de Spanjaarden tegen te houden en zelfs terug te dringen. In 1536 kwam hij om het leven in een gevecht met zijn voormalige landgenoten.